# Chalarus trilineatus
Chalarus trilineatus är en tvåvingeart som beskrevs av Jervis 1985. Chalarus trilineatus ingår i släktet Chalarus och familjen ögonflugor.
Artens utbredningsområde är Myanmar. Inga underarter finns listade i Catalogue of Life.